# Suze Rotolo
Susan Elizabeth Rotolo (soprannominata Suze) (New York, 20 novembre 1943 – New York, 24 febbraio 2011) è stata una pittrice e insegnante statunitense. Ha realizzato alcuni libri d'artista ed ha insegnato alla Parsons School of Design a New York, ed è conosciuta soprattutto per essere stata fidanzata con Bob Dylan e averne ispirato ed influenzato lo stile compositivo nella prima parte della carriera. È famosa la foto di Don Hunstein che la ritrae al fianco di Dylan nella foto di copertina dell'album The Freewheelin' Bob Dylan.

## Biografia
Suze nacque nel Queens in una famiglia italoamericana. I suoi genitori, Joachim Rotolo e Mary Pezzati Rotolo erano entrambi membri del Partito comunista statunitense e amici della spia sovietica Charles Flato. Sua sorella maggiore, Carla Rotolo, conobbe Dylan all'inizio degli anni sessanta. Suo zio fu il ritrattista Pietro Pezzati.
La presenza di Suze nella vita di Dylan ebbe una forte influenza su quest'ultimo, sia per quanto riguarda la scrittura di canzoni d'attualità, sia per il suo modo di suonare e di stare sul palco, influenzato dal teatro brechtiano a cui assistevano Suze e Dylan durante la loro relazione. Anche l'interesse di Dylan per la pittura è dovuto alla relazione con Suze. Secondo la sua autobiografia, Suze rimase incinta durante la relazione con Dylan, ma abortì.
La Rotolo è stata associata ai movimenti di protesta per i diritti civili contro il divieto di entrare a Cuba. Lavorò per qualche tempo per il Congress of Racial Equality. Nel giugno del 1964 andò a Cuba con un gruppo di persone, al tempo un'azione illegale per i cittadini statunitensi. Disse in seguito, a proposito degli oppositori di Fidel Castro, che «Questi gusanos [vermi] non vengono soppressi. Lì c'è libertà di critica verso il regime. Finché si limitano a parlare sono tollerati, purché non ci sia un sabotaggio».
Suze sposò nel 1972 il perugino Enzo Bartoccioli, operaio della Perugina che lavorava occasionalmente come montatore per le Nazioni Unite. Hanno avuto un figlio, Luca, che è diventato un chitarrista e lavora a New York.
Nel luglio del 2004 è stato realizzato un documentario prodotto da PBS Channel 13 in cui Suze viene intervistata e, sempre lo stesso mese, il The New York Daily News pubblica una sua intervista. Nel novembre dello stesso anno fa una partecipazione inaspettata all'Experience Music Project, in un gruppo che discuteva dei primi anni di Dylan al Greenwich Village. Lei e suo marito parteciparono ad una manifestazione in ricordo del musicista Dave Van Ronk, morto due anni prima.
Suze è apparsa anche nel film di Martin Scorsese No Direction Home: Bob Dylan, un documentario sui primi anni di carriera di Dylan. Partecipò anche al programma televisivo della PBS American Masters nel settembre del 2005.
Nel 2006 l'autore della The Bob Dylan Encyclopedia, Michael Gray, commentò: «È il mio libro e non il suo, dovrà accontentarsi di disapprovare» in risposta ad una caustica lettera in cui Suze critica la sua voce nel libro. Successivamente Gray commentò che «è stato un colpo per me che qualcuno che ho sempre stimato abbia così poca considerazione, e sia così arrogante, a proposito dell'intera voce e per estensione del mio intero lavoro, e su argomenti così insignificanti. Mi rimprovera di essere un "venditore di lettere false [che] mi ignorano", la qual cosa è ovviamente ingiusta».
Il libro di memorie di Suze Rotolo, A Freewheelin' Time: A Memoir of greenwich Village in the Sixties, è stato pubblicato dalla Broadway Books il 13 maggio 2008. Nel libro parla dei tempi in cui era fidanzata con Dylan e della scena musicale folk del Greenwich Village. Parla anche della sua educazione comunista durante l'era McCarthy e la sua lotta con la filosofia comunista leggendo The God that Failed, sulla disillusione di molti intellettuali comunisti, che ebbe un profondo effetto sul suo pensiero.
La Rotolo è morta a causa delle conseguenze di un Carcinoma del polmone nella sua casa di New York nella notte tra il 24 e il 25 febbraio 2011, all'età di 67 anni.